# アジスロマイシン

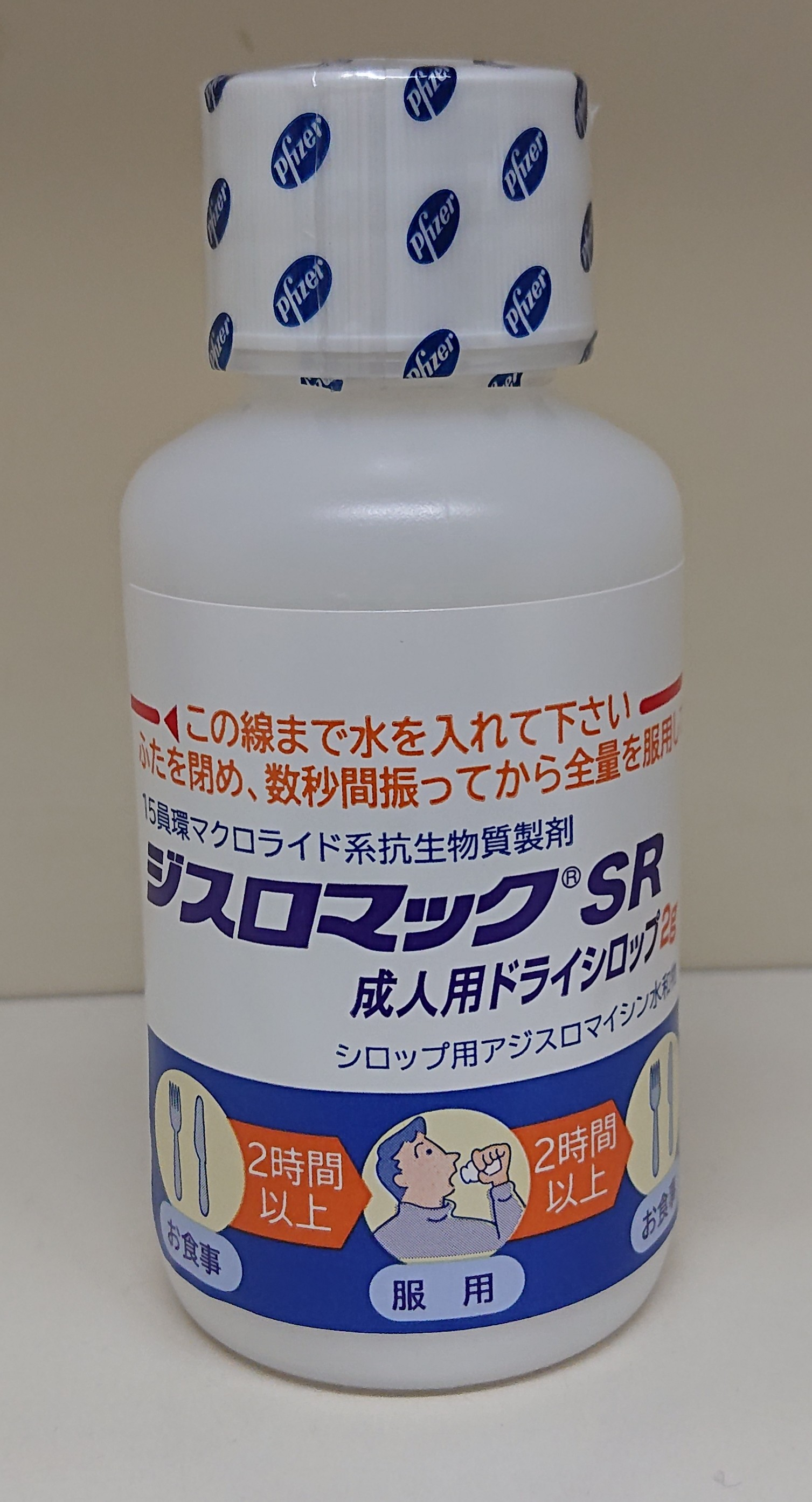
「ジスロマックSR成人用ドライシロップ2 g」。1回服用するだけで7日間効果が持続するように設計されている。

アジスロマイシン (INN：azithromycin、略号：AZM) とは、15員環マクロライド系抗菌薬である。

## 特徴
アジスロマイシンは15員環マクロライド系抗菌薬で分子量こそ785.02と、14員環マクロライド系抗菌薬と大差無いものの、一般的な14員環マクロライド系抗菌薬とは異なり、ヒトにおいて半減期が長く、長時間体内に留まる特徴がある。ヒトに500 mgを投与した場合には、半減期は68.1時間であった。これは15員環に窒素原子が入っているという構造に由来すると言われる。エリスロマイシンの14員環に、窒素を導入して15員環に変えた化合物であり、窒素が入ったためアザライド（azalide）などと呼ぶ場合もある。
一方で、アジスロマイシンにはオートファジーの阻害作用が報告されており、嚢胞性線維症患者においてはマイコバクテリア感染症の罹患リスクを向上させる可能性が指摘されている。また、他のマクロライド系抗生物質でも見られるQT延長症候群について、アジスロマイシンに対してもアメリカ合衆国のFDAは2013年3月12日に警告を強化した。

### 適応菌種
アジスロマイシンに耐性を持たない細菌に対して用いる。例えば、ブドウ球菌属、レンサ球菌属、肺炎球菌、モラクセラ(ブランハメラ)・カタラーリス、インフルエンザ菌、レジオネラ・ニューモフィラ、ペプトストレプトコッカス属、プレボテラ属、クラミジア属、マイコプラズマ属などに用いる。なお、同じ属の細菌であっても、耐性を有している場合には無効であるため、注意が必要である。

### 適応症
アジスロマイシンに感受性を有した細菌が引き起こした、深在性皮膚感染症、リンパ管・リンパ節炎、咽頭・喉頭炎、扁桃炎、急性気管支炎、肺炎、肺膿瘍、慢性呼吸器病変の2次感染、尿道炎、子宮頸管炎、骨盤内炎症性疾患、副鼻腔炎、歯周組織炎、歯冠周囲炎、顎炎、HIV/AIDS患者の非結核性抗酸菌症などに用いる場合がある。

### その他
軽症の呼吸器感染症に関してはアメリカ合衆国にて500 mg×3日間が有効という研究があるが、クラミジア肺炎やレジオネラ肺炎ではより長期の投与が必要ではとの意見もある。

## 薬物相互作用
アジスロマイシンを経口投与した場合には、水酸化マグネシウムや水酸化アルミニウムを同時に投与すると、アジスロマイシンの吸収が阻害され、アジスロマイシンの最高血中濃度低下が起こる。
また、アジスロマイシンも他のマクロライド系抗菌薬と同様にCYP3A4を阻害するため、薬物相互作用を生じる。つまり、CYP3A4で代謝される薬物の代謝を遅らせて、その薬物の残留時間を長くする可能性が考えられる。特にアジスロマイシンは半減期が長いため、影響が長く残る可能性が有る。

## ドラマでの引用
ドラマ「アンサング・シンデレラ」第4回では、アジスロマイシンを12歳の体重換算だと300 mg程度が適切と思われる小児患者に対して、医師が500 mgを処方しており、過剰投与で耳鳴りや下痢を引き起こす可能性が有るのではないかと疑義照会をするシーンに引用されていた。